# Verdigris
Verdigris je uobičajen naziv za bilo koju od niza donekle otrovnih bakarnih soli sirćetne kiseline, koje imaju boju od zelene do plavkastozelene u zavisnosti od njihovog hemijskog sastava. Verdigris je korišćen u umetničke svrhe od antike do kasnog 20. veka, uključujući štafelajno slikarstvo, polihromatske skulpture i osvetljenje mapa. Verdigris je bio uobičajeni sastojak u bojilima i farmaceutskim preparatima. Verdigris was a common ingredient in colouring agents and pharmaceutical preparations. Do 19. veka, verdigris je bio najživlji zeleni pigment koji je bio dostupan i često se koristio u slikama. Međutim, zbog njegove nestabilnosti, njegova popularnost je opala kako su drugi zeleni pigmenti postali lako dostupni. Nestabilnost njegovog izgleda proizilazi iz nivoa hidratacije i bazičnosti, koja se menja kako pigment interaguje sa drugim materijalima tokom vremena.

## Spoljašnje veze
- National Pollutant Inventory – Copper and compounds fact sheet
- Verdigris, ColourLex
- Making Pigments – Verdigris, Paul Grosse